# Colibrí ermità amazònic
El colibrí ermità amazònic (Phaethornis superciliosus) és una espècie d'ocell de la família dels troquílids (Trochilidae) que habita el sotabost de les zones forestals de l'Amazònia del Brasil.